# Joe Madisia
Joseph „Joe“ Frank Madisia (* 1954 in Lüderitz, Südwestafrika) ist ein zeitgenössischer namibischer Künstler.
Joe Madisia ist vor allem durch seine abstrakte Malerei auch international bekannt geworden. Ab 1983 lernte er viele Techniken vom griechischen Künstler Demetrius Spirou, bis dieser 1985 in einem Autounfall starb. Von 2001 bis 2004 war er Leiter des Katutura Community Arts Centre. Zwischen 2005 und 2011 war er Leiter der namibischen Nationalgalerie. Außerdem ist er Mitglied der African South Art Initiative.